# Provinz Pontevedra
Die Provinz Pontevedra nimmt den südwestlichen Teil Galiciens ein, einer autonomen Gemeinschaft in Spanien. Hauptstadt der Provinz ist die gleichnamige Stadt Pontevedra.
Die Provinz Pontevedra grenzt im Norden an die Provinz A Coruña, im Osten an die Provinzen Lugo und Ourense, im Süden an Portugal und im Westen an den Atlantischen Ozean. Die Grenze zu Portugal, und zuvor schon einen Abschnitt der Grenze zur Provinz Ourense bildet der Rio Miño.
Die Provinz hat 945.599 Einwohner (Stand: 2024), von denen 83.077 in der Provinzhauptstadt Pontevedra leben.
Die Provinz Pontevedra gliedert sich in 10 Comarcas und 61 Gemeinden.

## Geographie
Pontevedra wird vom Fluss Río Lérez in zwei Teile geteilt. Die meisten wesentlichen Touristenattraktionen befinden sich südlich des Lérez.
Ein Großteil des Weinbaugebiets Rías Baixas liegt in der Provinz Pontevedra. Der Nationalpark Islas Atlánticas de Galicia teilt sich ebenfalls auf Pontevedra und die Provinz A Coruña auf. In dieser Region befinden sich auch die galicischen Inseln Illas Cíes, Ons, Sálvora und Cortegada.

## Verwaltungsgliederung

### Comarcas

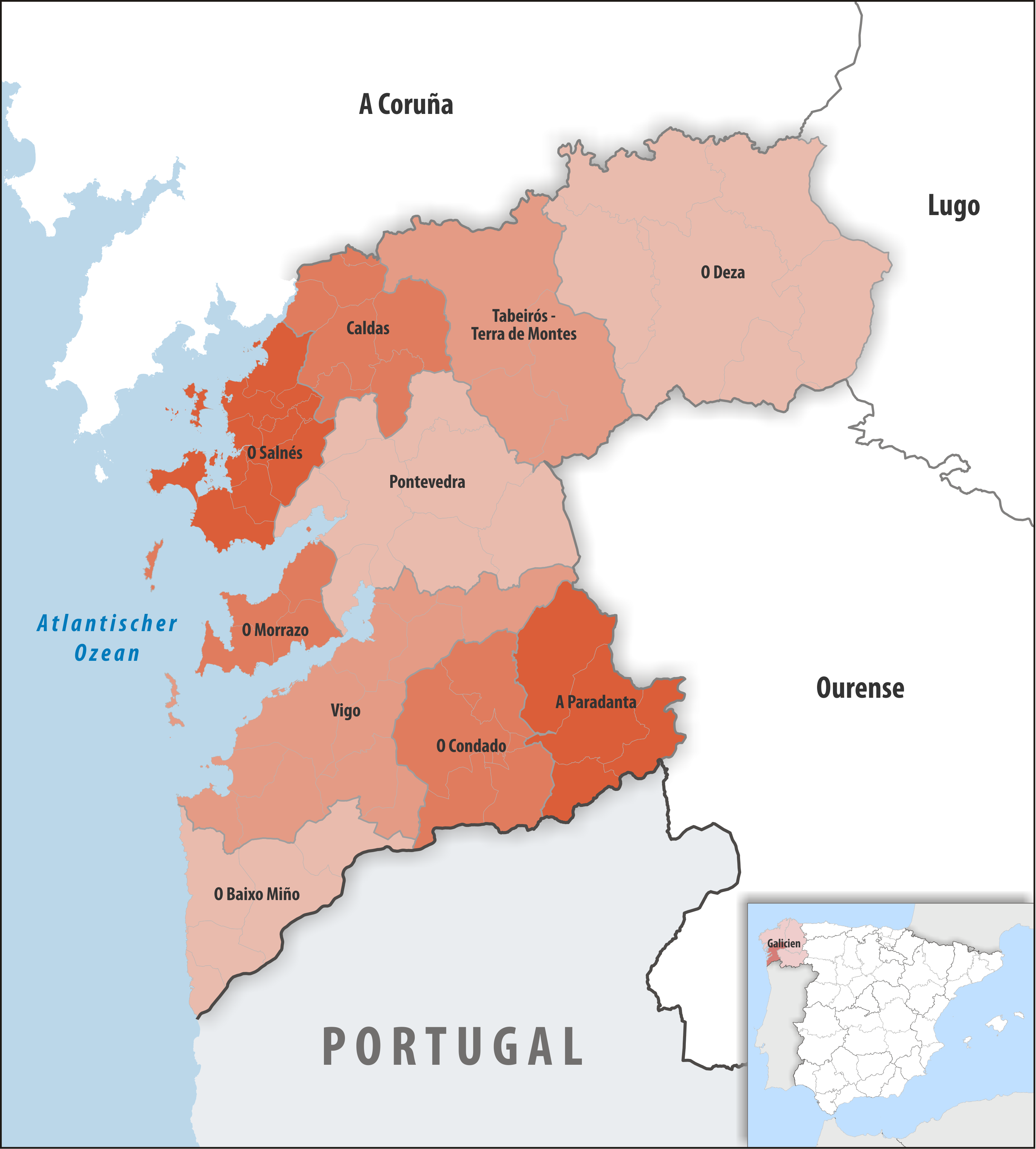
Comarcas in der Provinz Pontevedra

| Comarca                    | Gemeinden | Einwohner (2024) | Fläche km² | Dichte Einw./km² | Hauptort             |
| -------------------------- | --------- | ---------------- | ---------- | ---------------- | -------------------- |
| O Baixo Miño               | 5         | 50.866           | 322,86     | 158              | Tui                  |
| Caldas                     | 7         | 33.047           | 288,77     | 114              | Caldas de Reis       |
| O Condado                  | 5         | 42.481           | 341,03     | 125              | Ponteareas           |
| O Deza                     | 6         | 39.691           | 1.026,73   | 39               | Lalín                |
| O Morrazo                  | 4         | 82.020           | 140,66     | 583              | Cangas do Morrazo    |
| A Paradanta                | 4         | 12.042           | 333,29     | 36               | A Cañiza             |
| Pontevedra                 | 7½        | 123.851          | 624,01     | 198              | Pontevedra           |
| O Salnés                   | 9         | 110.501          | 275,09     | 402              | Vilagarcía de Arousa |
| Tabeirós – Terra de Montes | 2½        | 24.940           | 528,96     | 47               | A Estrada            |
| Vigo                       | 11        | 426.160          | 613,32     | 695              | Vigo                 |
| Provinz Pontevedra         | 61        | 945.599          | 4.494,72   | 210              | Pontevedra           |

### Gerichtsbezirke

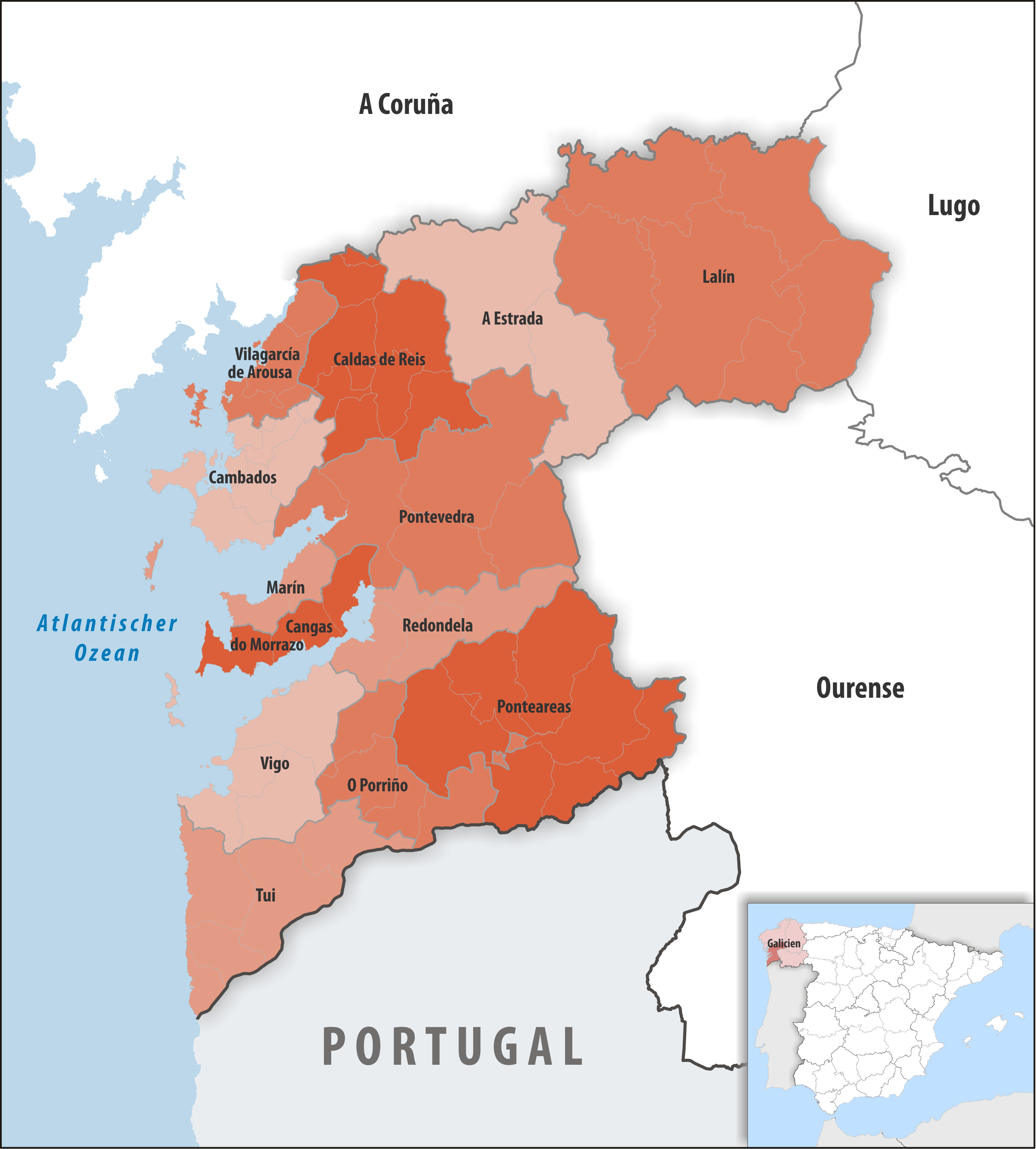
Gerichtsbezirke in der Provinz Pontevedra

| Gerichtsbezirk       | Gemeinden | Einwohner (2024) | Fläche km² | Dichte Einw./km² | Hauptquartier        |
| -------------------- | --------- | ---------------- | ---------- | ---------------- | -------------------- |
| Caldas de Reis       | 8         | 35.133           | 360,74     | 97               | Caldas de Reis       |
| Cangas do Morrazo    | 3         | 51.898           | 110,03     | 472              | Cangas do Morrazo    |
| Cambados             | 6         | 57.666           | 190,28     | 303              | Cambados             |
| A Estrada            | 2         | 23.266           | 449,11     | 52               | A Estrada            |
| Lalín                | 6         | 39.691           | 1.026,73   | 39               | Lalín                |
| Marín                | 2         | 35.991           | 67,52      | 533              | Marín                |
| Pontevedra           | 9         | 54.523           | 674,32     | 81               | Ponteareas           |
| Ponteareas           | 5         | 114.302          | 565,56     | 202              | Pontevedra           |
| O Porriño            | 3         | 45.293           | 150,35     | 301              | O Porriño            |
| Redondela            | 4         | 41.199           | 210,16     | 196              | Redondela            |
| Tui                  | 5         | 50.866           | 322,86     | 158              | Tui                  |
| Vigo                 | 4         | 339.668          | 252,81     | 1.344            | Vigo                 |
| Vilagarcía de Arousa | 4         | 56.103           | 114,25     | 491              | Vilagarcía de Arousa |
| Provinz Pontevedra   | 61        | 945.599          | 4.494,72   | 210              | Pontevedra           |

## Größte Gemeinden
Stand 2024
| Gemeinde             | Spanischer Name      | Einwohner |
| -------------------- | -------------------- | --------- |
| Vigo                 | Vigo                 | 293.977   |
| Pontevedra           | Pontevedra           | 83.077    |
| Vilagarcía de Arousa | Villagarcía de Arosa | 37.761    |
| Redondela            | Redondela            | 28.976    |
| Cangas               | Cangas de Morrazo    | 26.714    |
| Marín                | Marín                | 24.154    |
| Ponteareas           | Puenteareas          | 23.196    |
| O Porriño            | Porriño              | 20.711    |
| Lalín                | Lalín                | 20.277    |
| A Estrada            | La Estrada           | 20.139    |
| Moaña                | Moaña                | 19.315    |
| Nigrán               | Nigrán               | 18.208    |
| Sanxenxo             | Sangenjo             | 17.914    |
| Tui                  | Tuy                  | 17.454    |
| Poio                 | Poyo                 | 17.425    |
| Mos                  | Mos                  | 15.152    |
| Gondomar             | Gondomar             | 15.103    |
| Tomiño               | Tomiño               | 13.782    |
| Cambados             | Cambados             | 13.752    |
| Baiona               | Bayona               | 12.380    |
| Bueu                 | Bueu                 | 11.837    |
| O Grove              | El Grove             | 10.821    |
| Salvaterra de Miño   | Salvatierra de Miño  | 10.471    |
| Vilanova de Arousa   | Villanueva de Arosa  | 10.225    |
| A Guarda             | La Guardia           | 10.041    |

Kleinste Gemeinde ist Mondariz-Balneario mit 711 Einwohnern.